# 조끼 속에 손 넣기

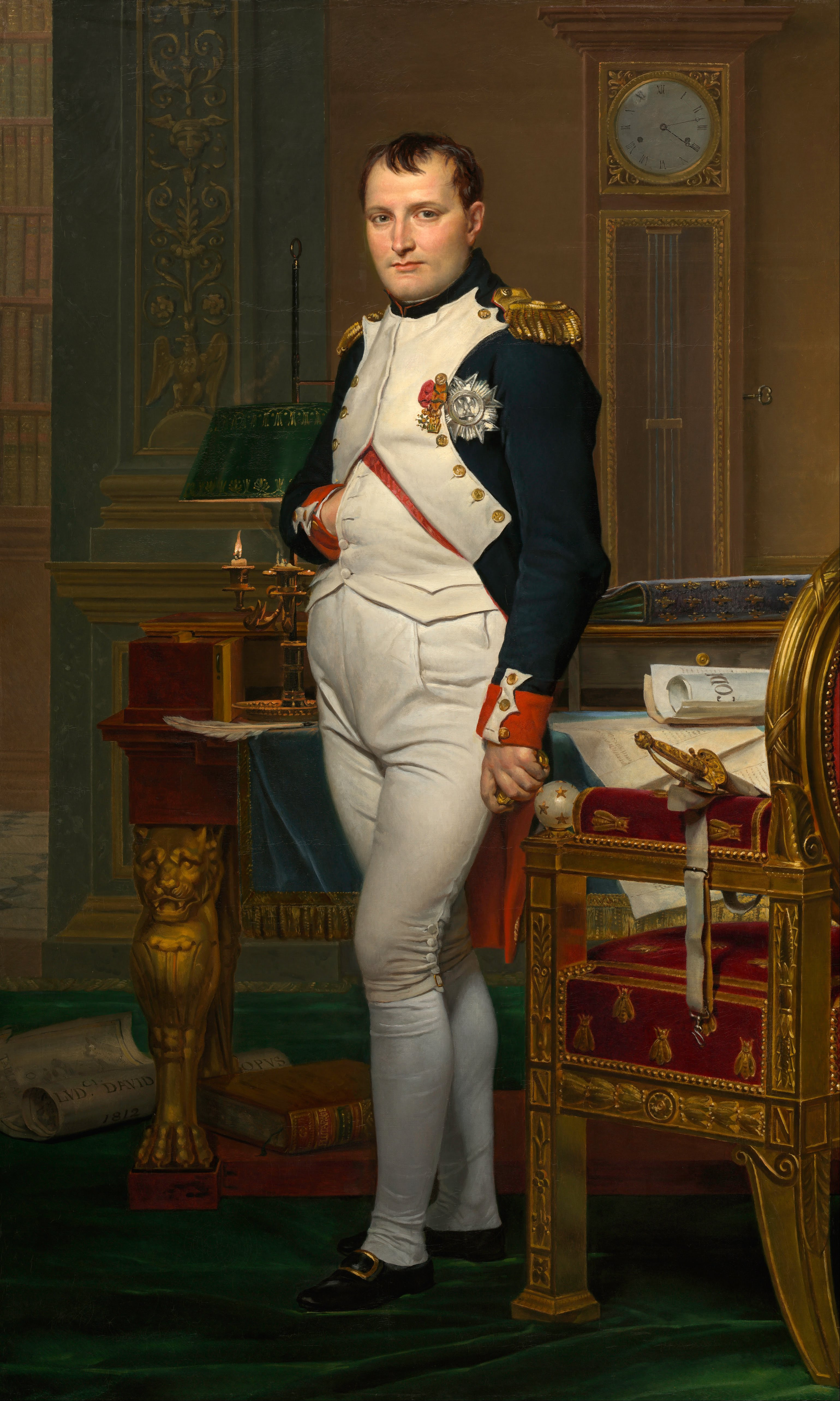
튈르리 궁전 서재의 나폴레옹 황제 (1812), 조끼 속에 손을 넣은 제스처를 보여준다

조끼 속에 손 넣기(hand-in-waistcoat), 조끼 안의 손, 재킷 안의 손, 숨겨진 손은 18세기와 19세기 초상화 및 19세기 중반 사진에서 흔히 발견되는 제스처이다. 이 자세는 1750년대에 차분하고 확고한 방식으로 리더십을 나타내기 위해 나타났다. 이는 나폴레옹 보나파르트와 가장 관련이 깊은데, 그의 화가인 자크루이 다비드가 그린 여러 초상화, 그중에서도 1812년 그림인 서재의 나폴레옹에서 이 자세가 사용되었기 때문이다. 위엄 있는 자세로 여겨진 이 자세는 유럽과 미국의 다른 초상화가들에게 의해 모방되었다. 대부분의 그림과 사진에서는 오른손을 조끼/재킷 안에 넣은 모습을 보여주지만, 일부 피사체는 왼손을 넣은 모습으로 나타난다.

## 배경
조끼 속에 손을 넣는 제스처는 고전 시대로 거슬러 올라간다. 수사학 학교의 창시자인 아이스키네스는 키톤 밖으로 팔을 내놓고 말하는 것이 예의에 어긋난다고 제안했다. 이 자세는 18세기 영국 초상화에서 피사체가 상류층 출신임을 나타내는 표시로 사용되었다. 18세기 초반의 "고상한 행동" 지침서는 이 자세가 "겸손함으로 절제된 남성적 대담함"을 의미한다고 명시하고 있다. 미술사학자 알린 마이어는 이 자세가 실제 사회적 행동을 반영하거나 고전 조각상에서 차용한 것 외에도, 잉글랜드 왕정복고 이후 영국 국민성의 시각화가 되었다고 주장했다. 증가하는 영국-프랑스 경쟁의 맥락에서, 이 자세는 "가톨릭적이고 절대주의적인 연관성을 가진 프랑스 수사학 스타일의 과장된 몸짓"과 대조적으로 "고전적 선례로 승인된 자연스럽고 겸손하며 신중한 이미지"를 촉진했다는 것이다.

## 사진에서의 등장
사진술의 발명과 함께 이 자세는 계속되었지만, 피사체의 손을 한 곳에 유지하여 흐림을 방지하는 추가적인 목적을 가졌을 수 있다. 이는 군인들의 사진에서 흔히 볼 수 있으며, 남북 전쟁 사진들 중 여러 장에서 이 자세가 보이거나 튜닉의 세 개의 열린 단추로 표시되기도 한다.

## 갤러리

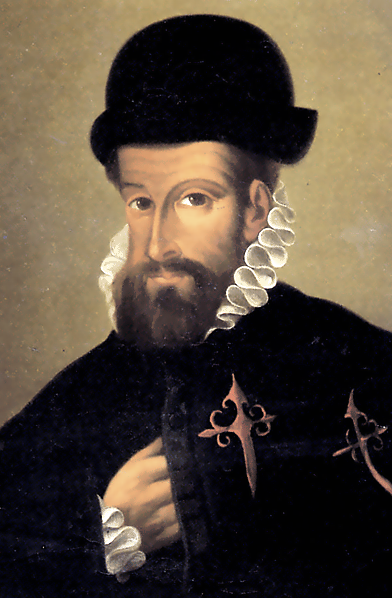
스페인의 콩키스타도르 프란시스코 피사로
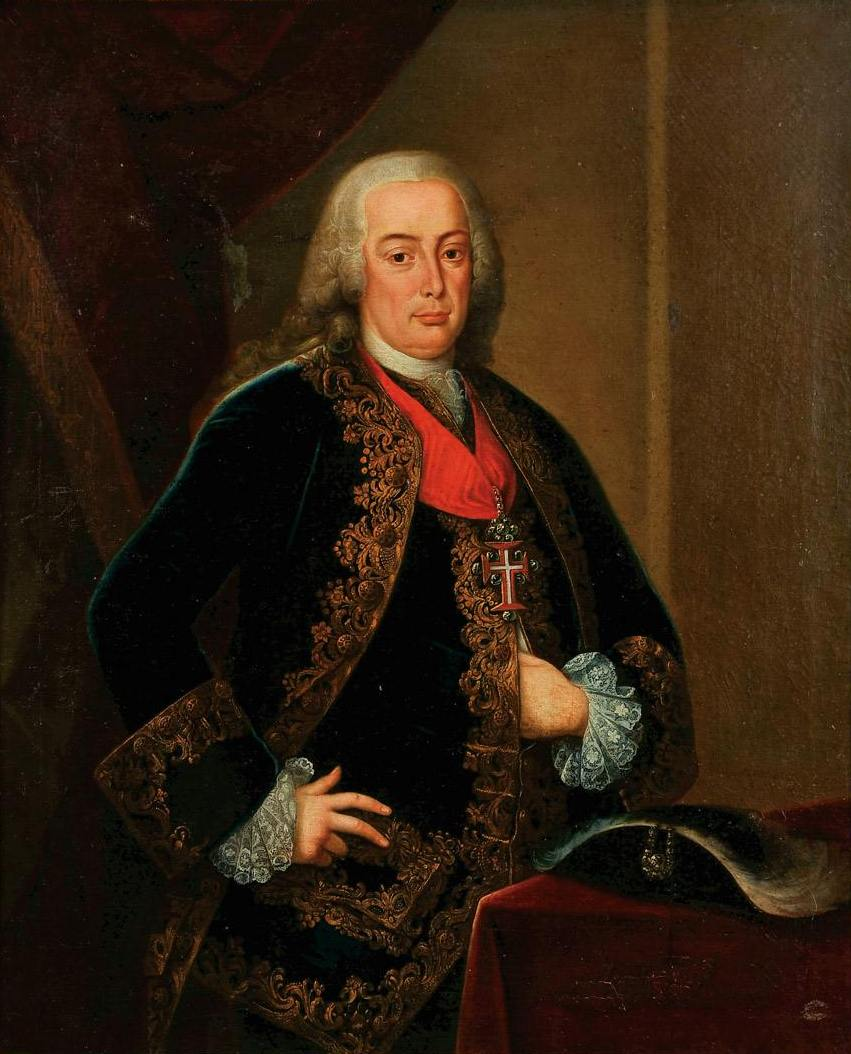
포르투갈의 정치가 세바스티앙 조제 드 카르발류 이 멜루 제1대 폼발 후작
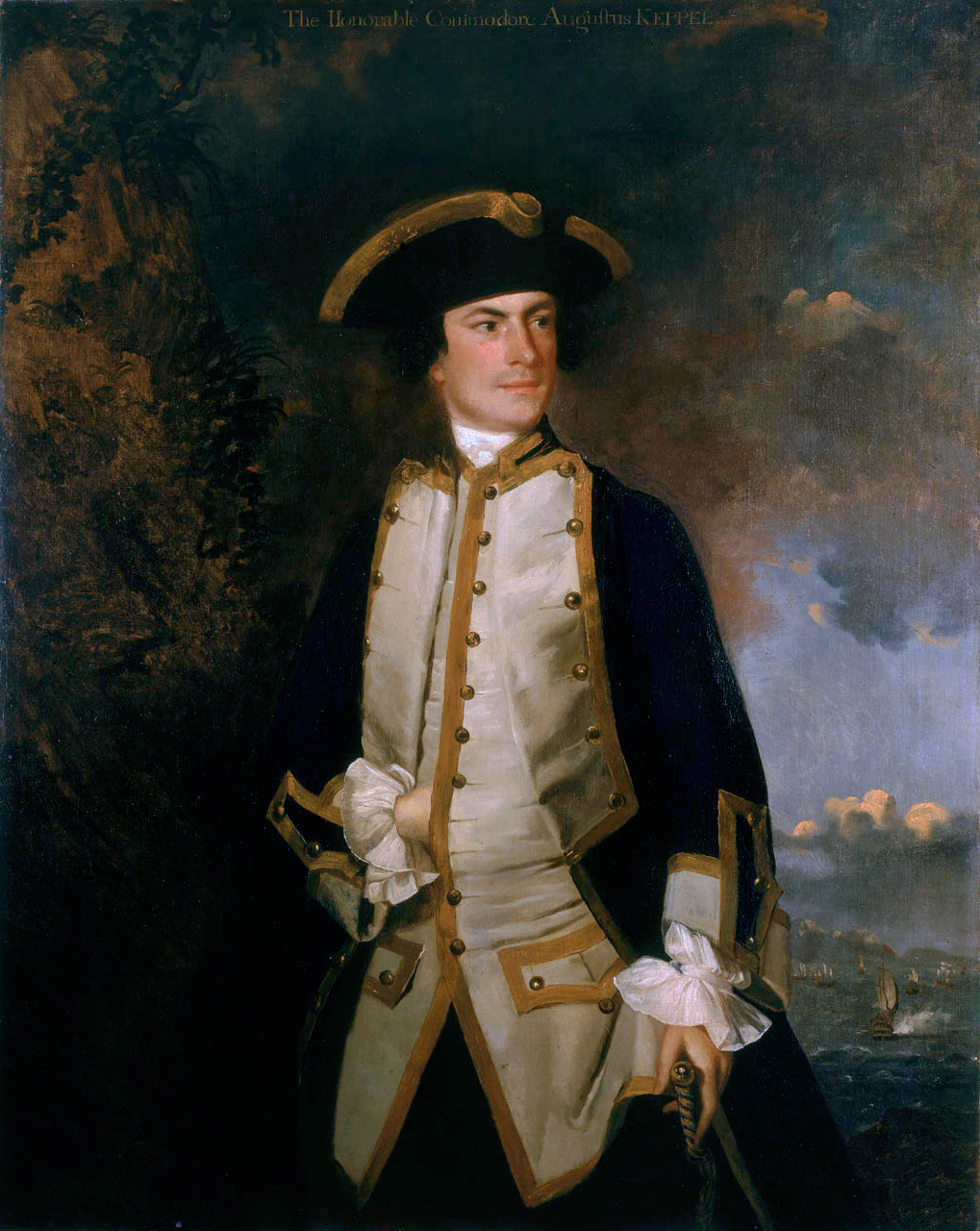
영국의 해군 장교 제1대 케펠 자작 어거스터스 케펠
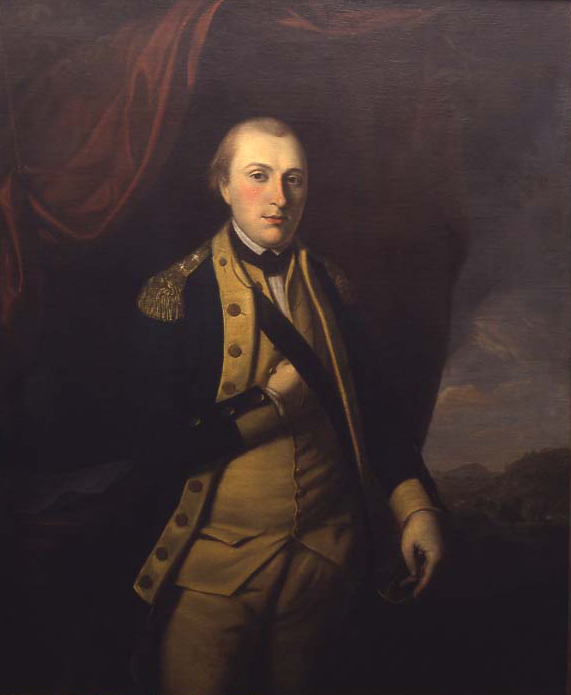
라파예트 후작 장군
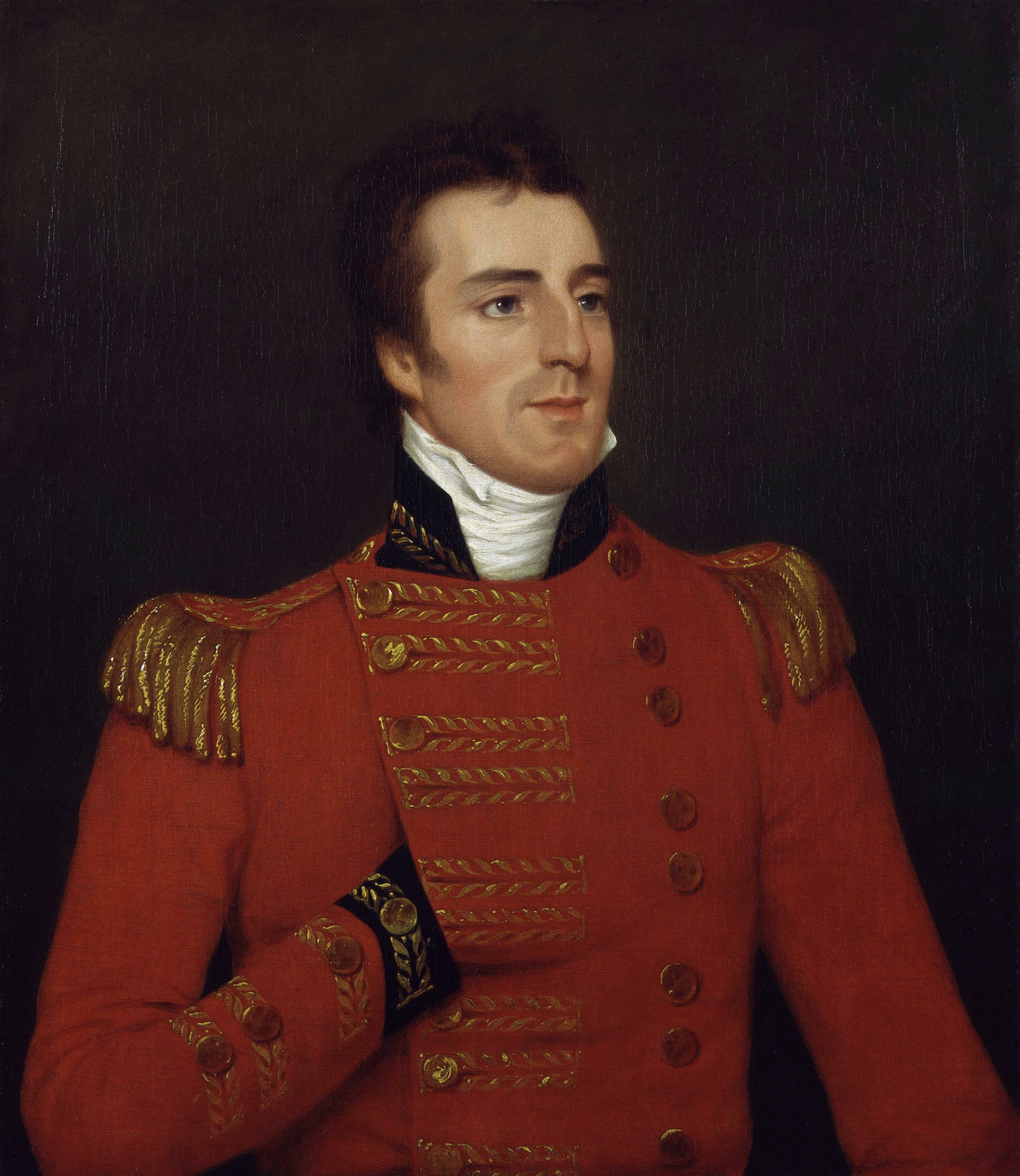
제1대 웰링턴 공작 아서 웰즐리
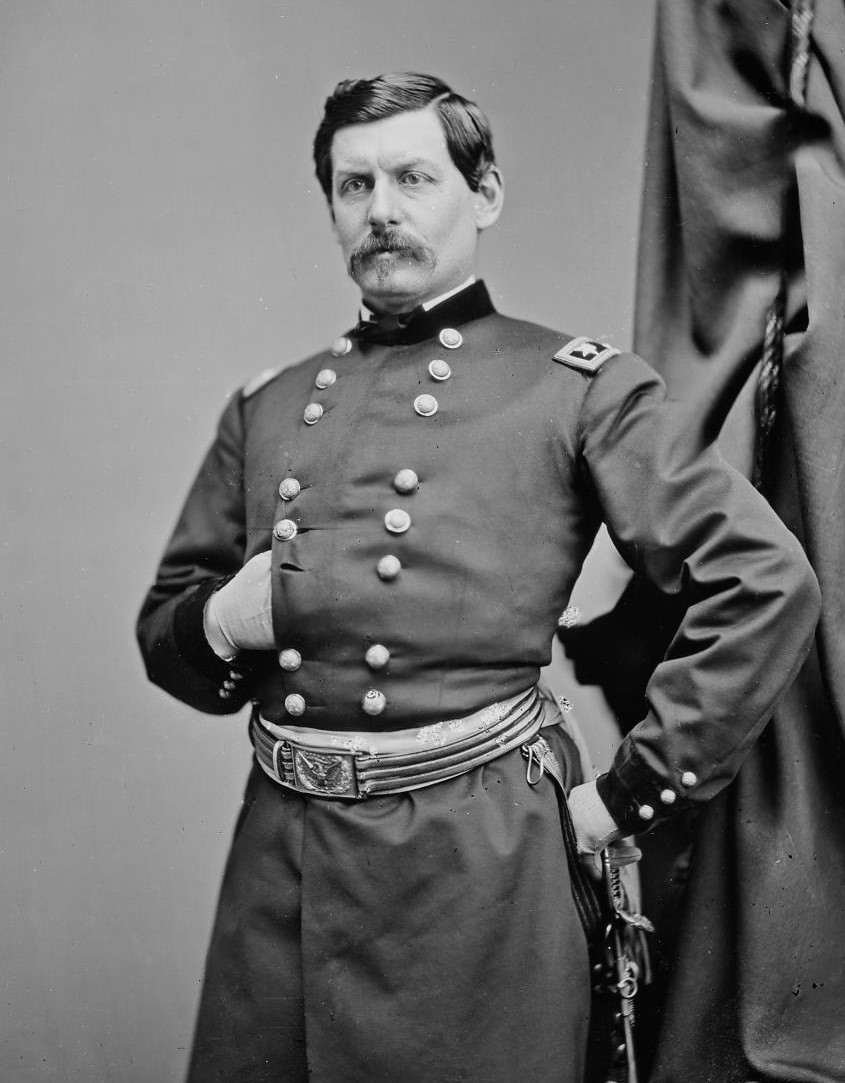
조지 매클렐런
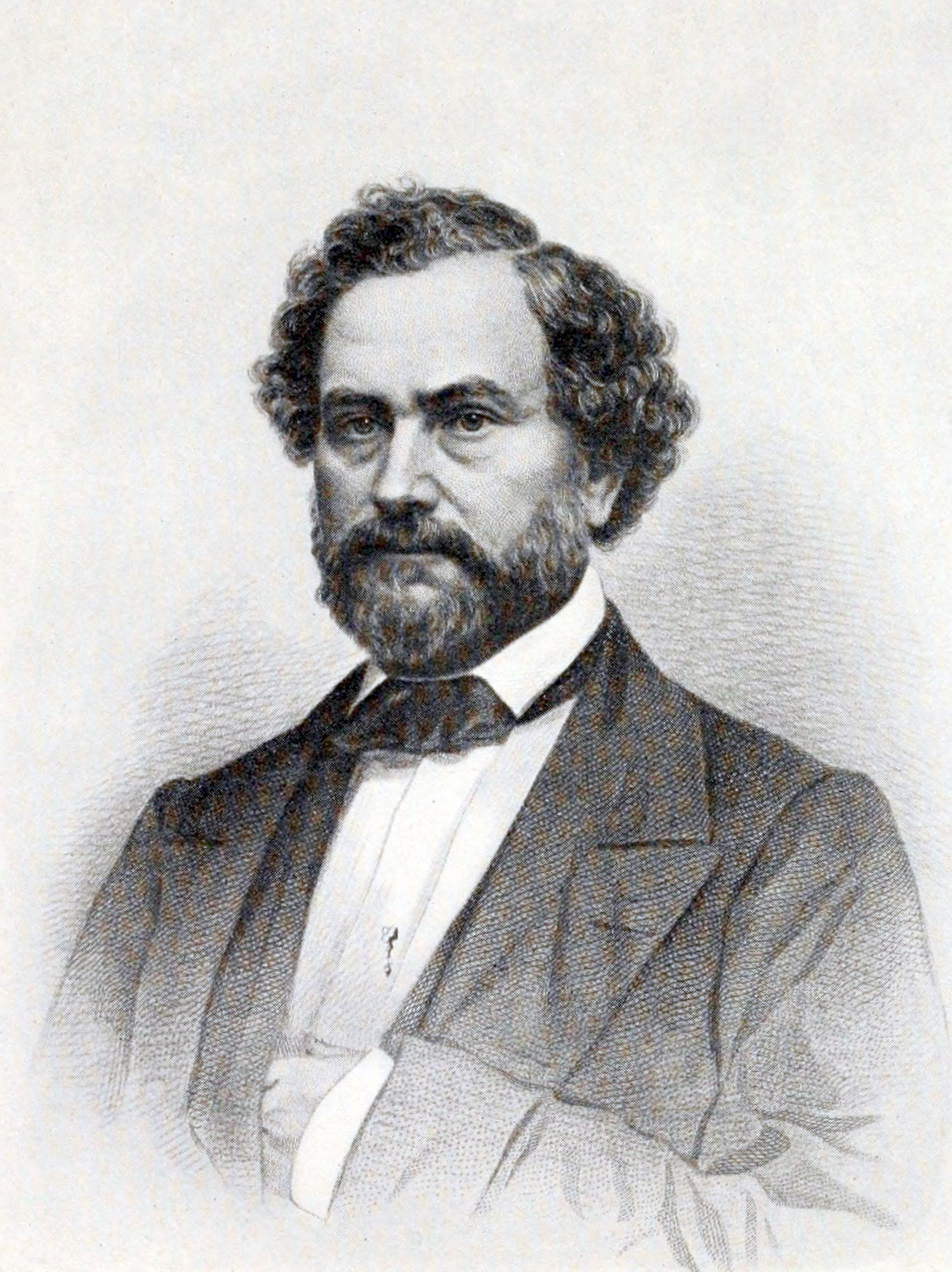
미국의 기업가 새뮤얼 콜트
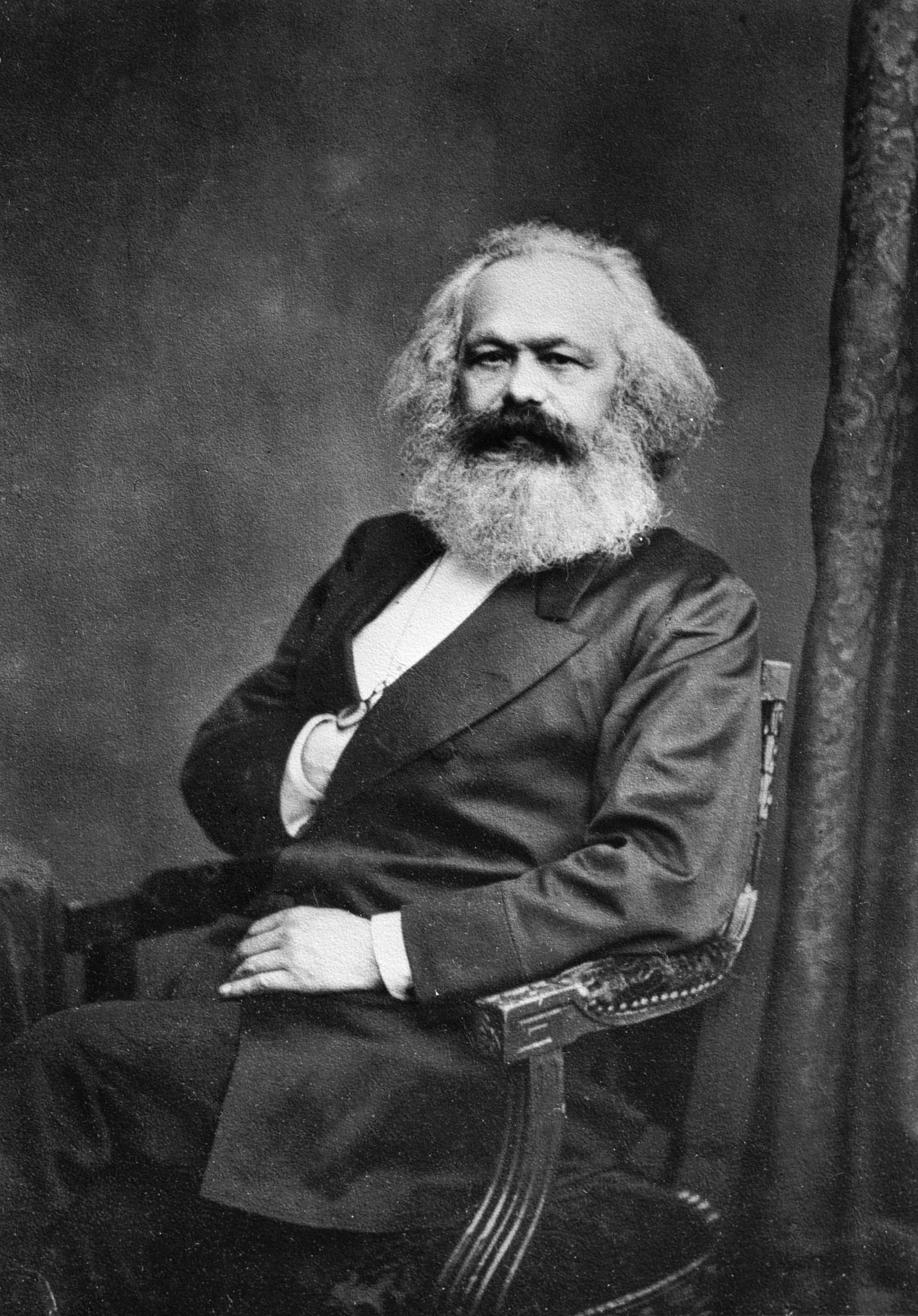
카를 마르크스
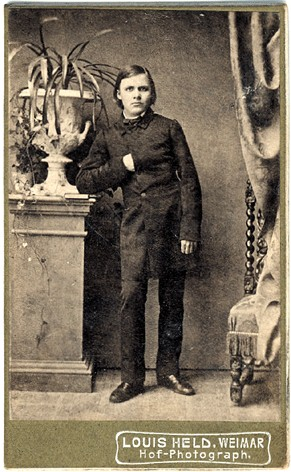
17세의 프리드리히 니체
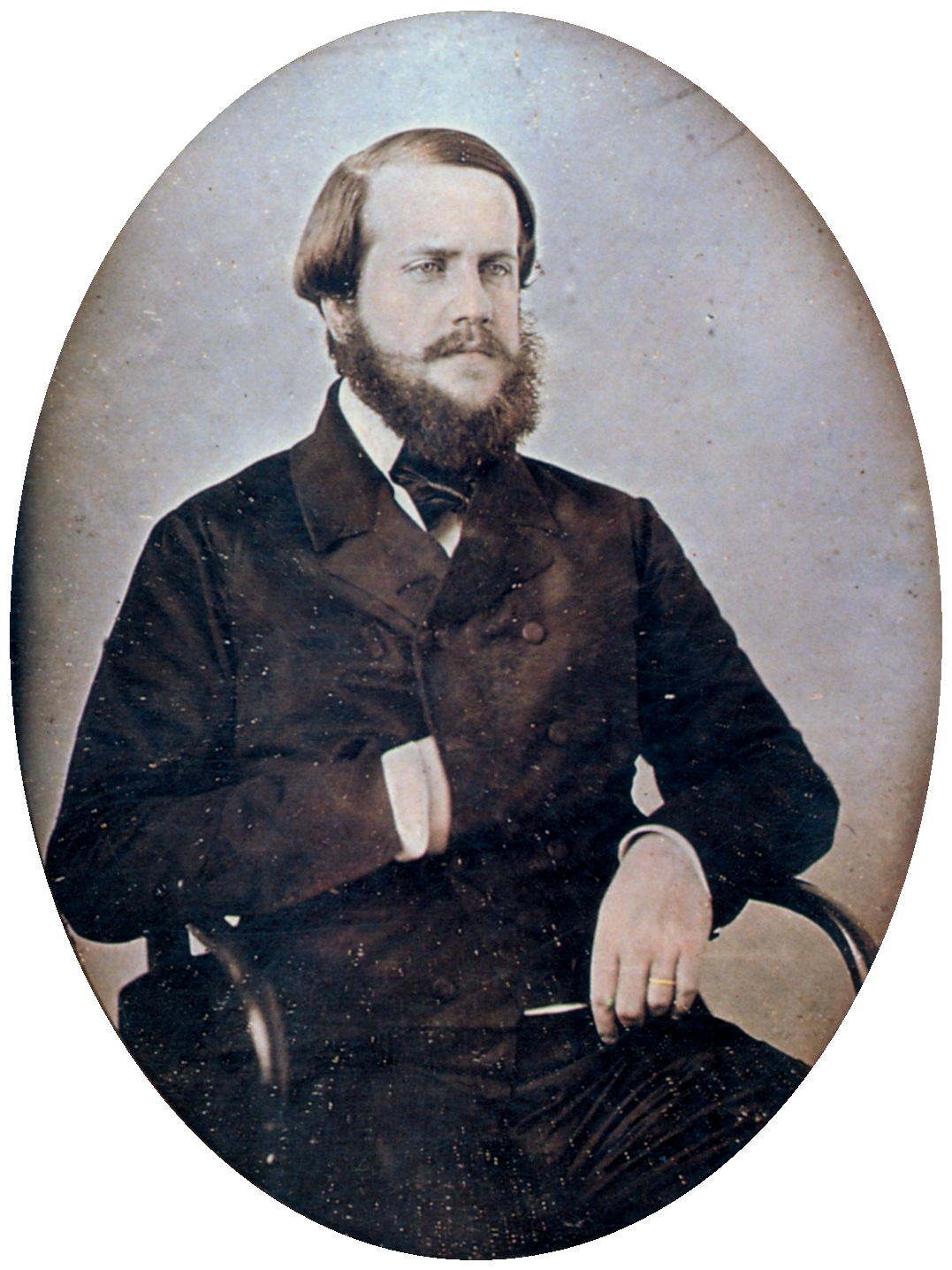
브라질의 황제 페드루 2세 (브라질)
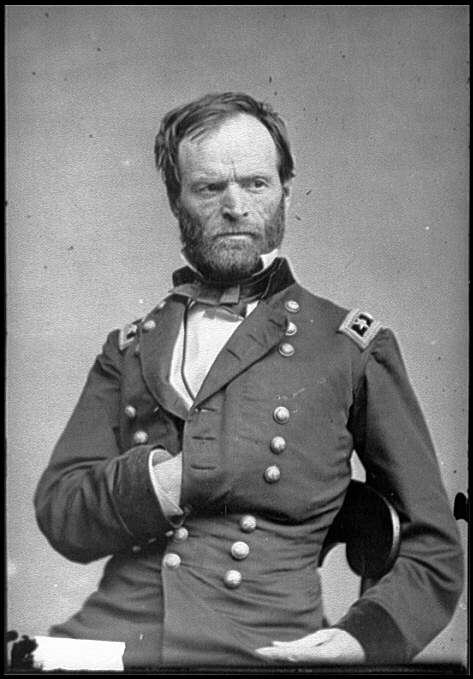
윌리엄 테쿰세 셔먼
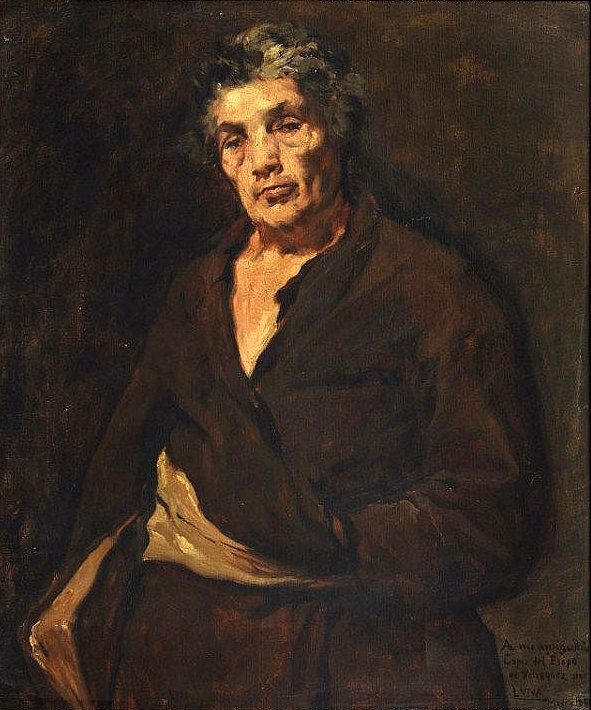
아이소포스
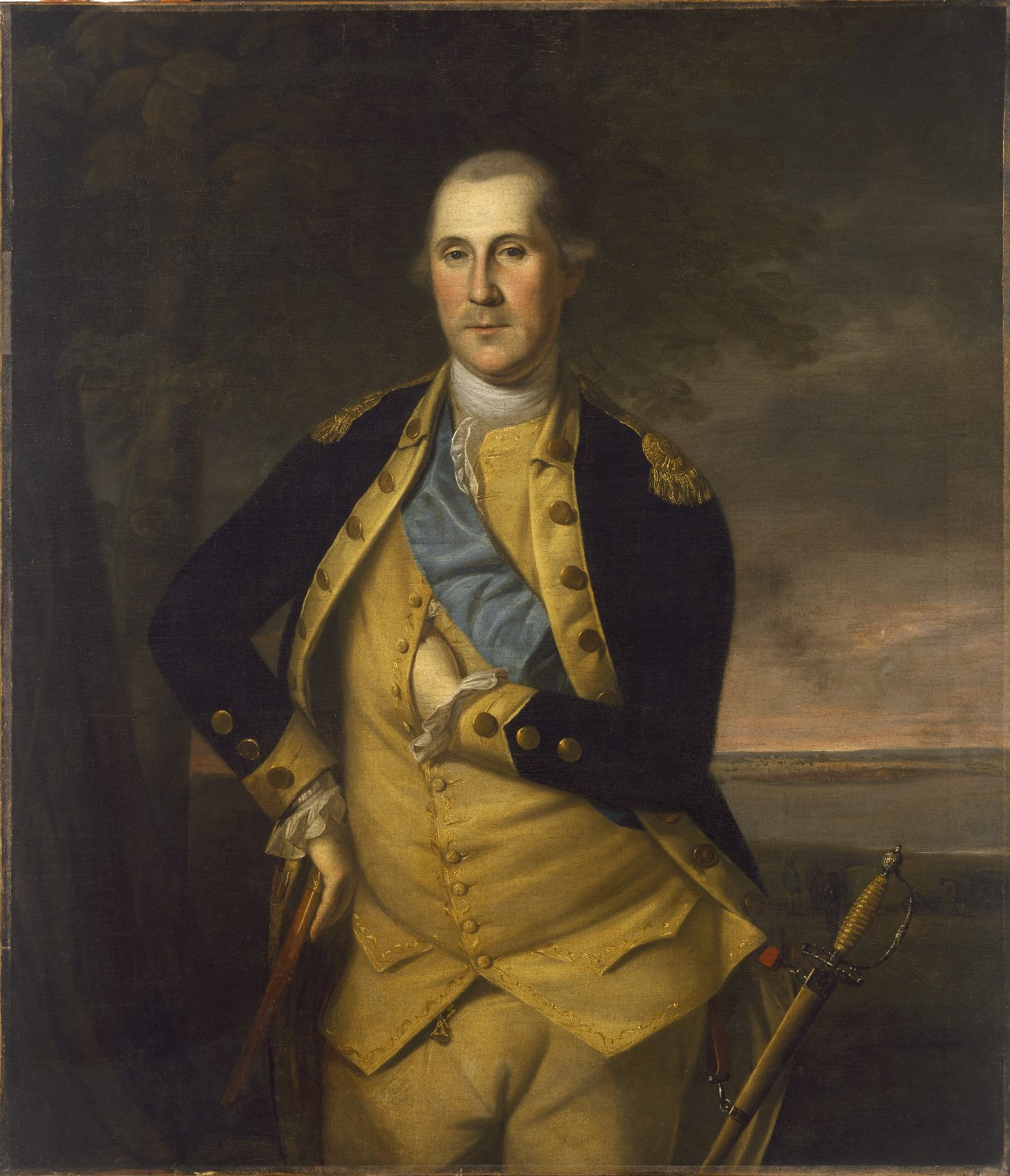
조지 워싱턴
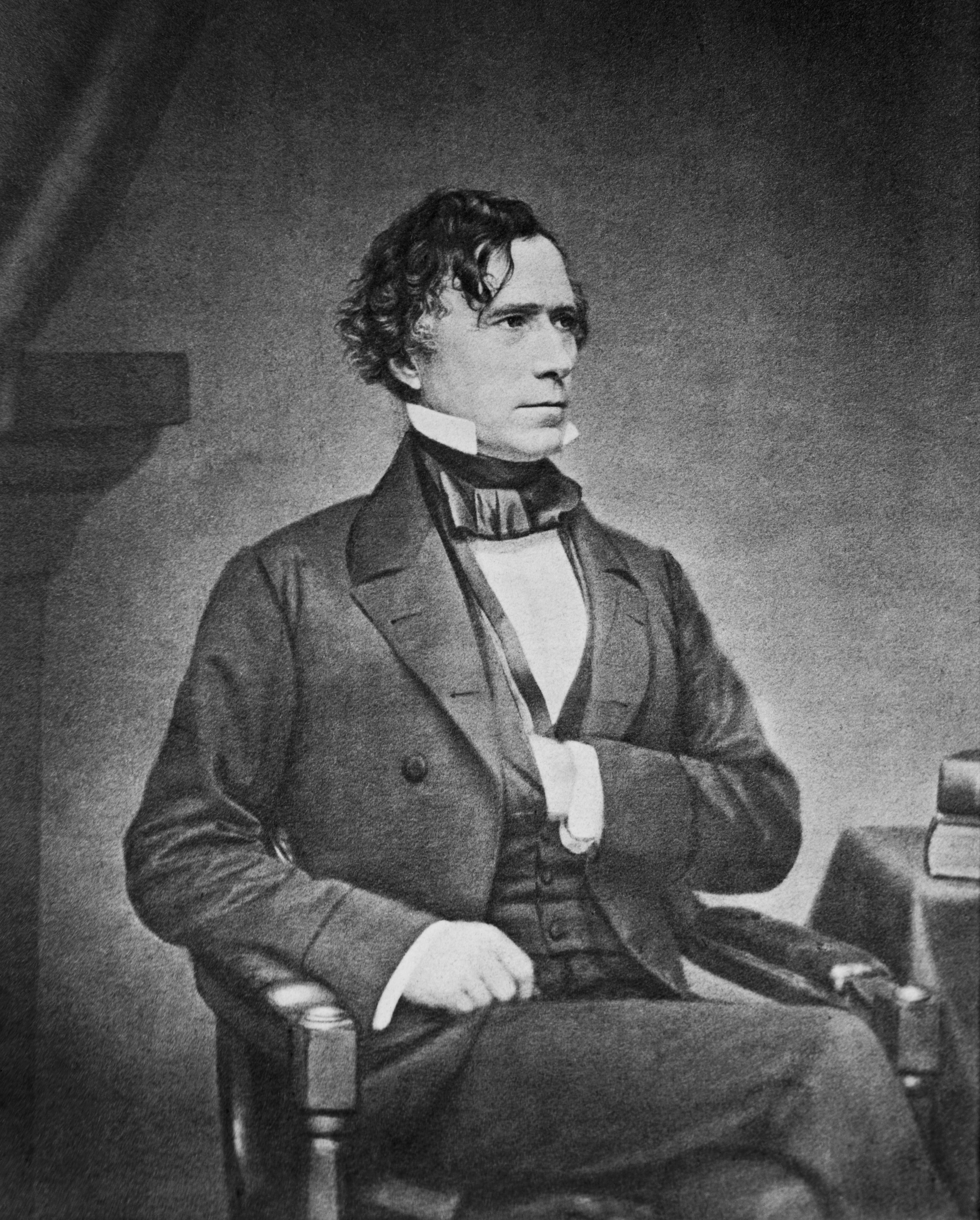
미국 대통령 프랭클린 피어스
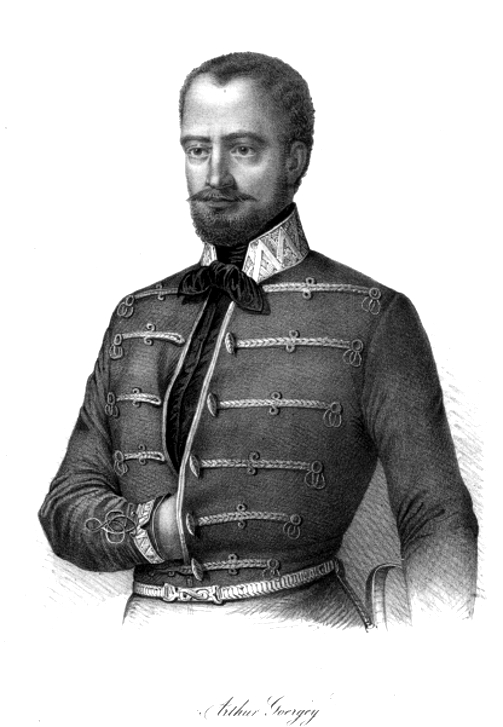
헝가리의 장군 괴르게이 어르투르
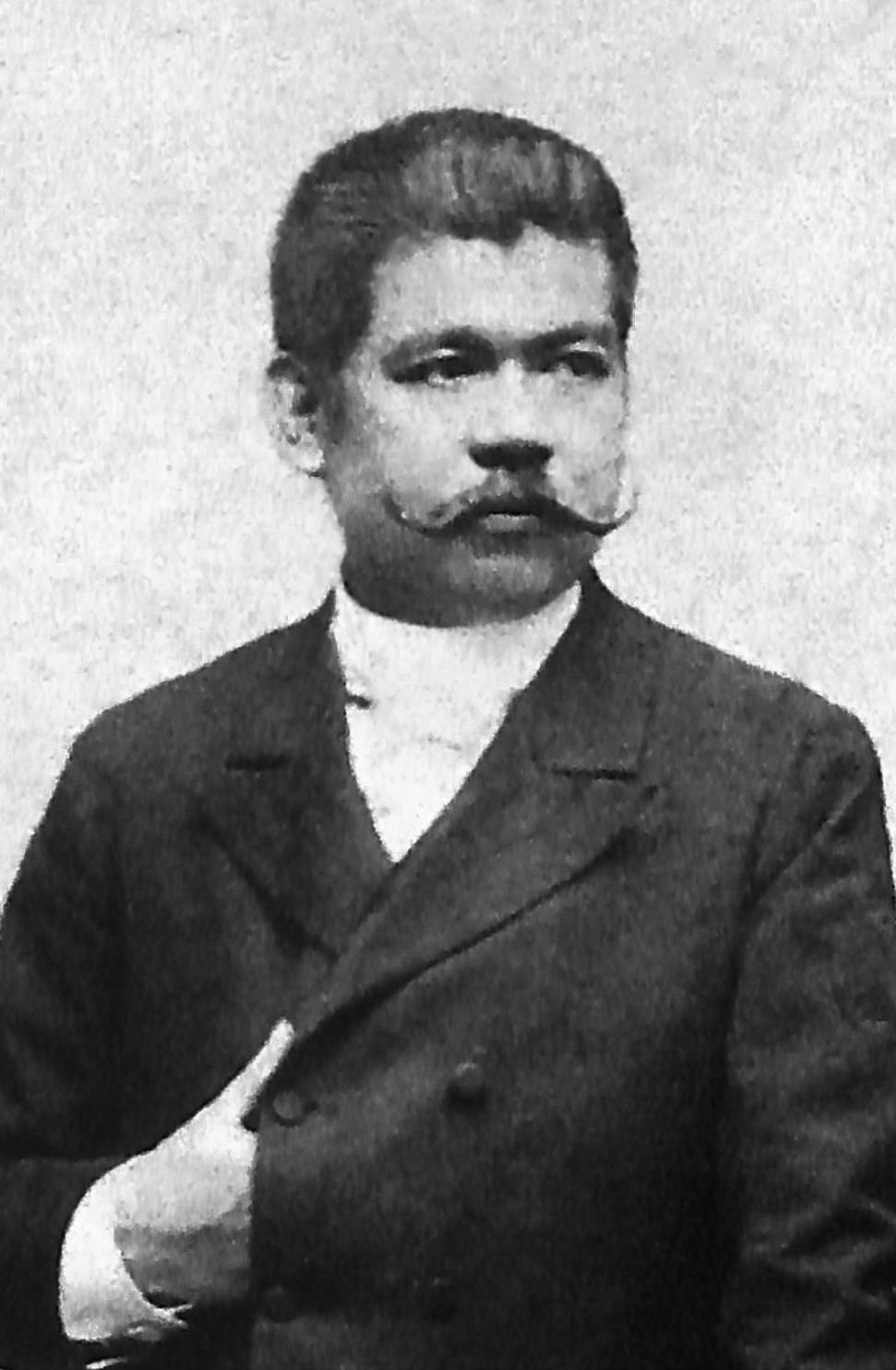
필리핀의 변호사이자 언론인 마르셀로 델 필라
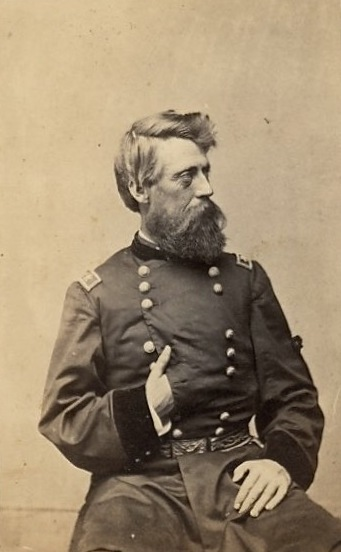
미국의 장교 제퍼슨 콜럼버스 데이비스
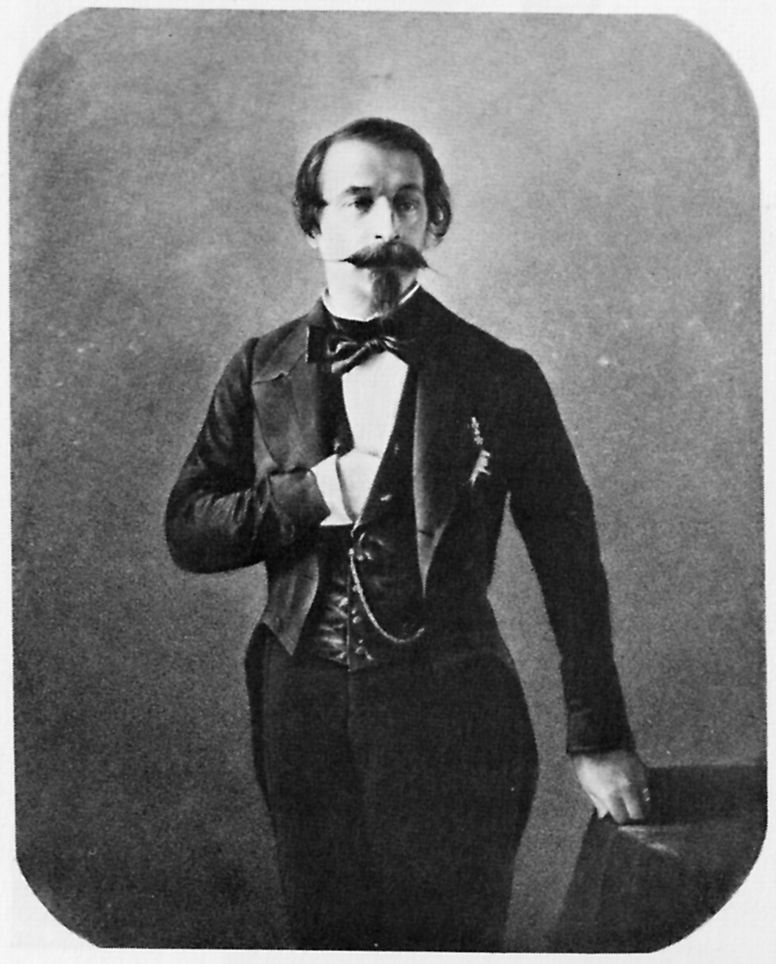
나폴레옹 3세
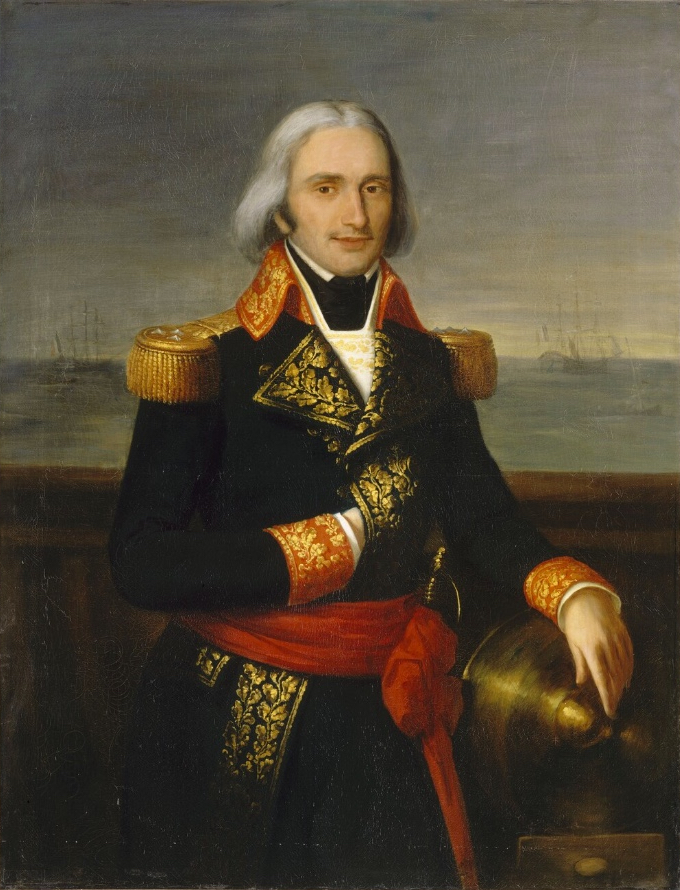
프랑스의 제독 프랑수아 폴 드 브뤼에